# Géographie de Saône-et-Loire
La Saône-et-Loire se situe dans le centre-est de la France. Il est bordé par les départements de la Côte-d'Or, du Jura, de l'Ain, du Rhône, de la Loire, de l'Allier et de la Nièvre

## Géographie physique
| \| Val de Saône Morvan Autunois Beaujolais Mâconnais Bresse Charolais Sologne Brionnais La Loire La Saône L'Arroux \| Carte topographique et localisation des régions naturelles dans le département |
| Val de Saône Morvan Autunois Beaujolais Mâconnais Bresse Charolais Sologne Brionnais La Loire La Saône L'Arroux                                                                                      |

Paysages de la Saône-et-Loire :
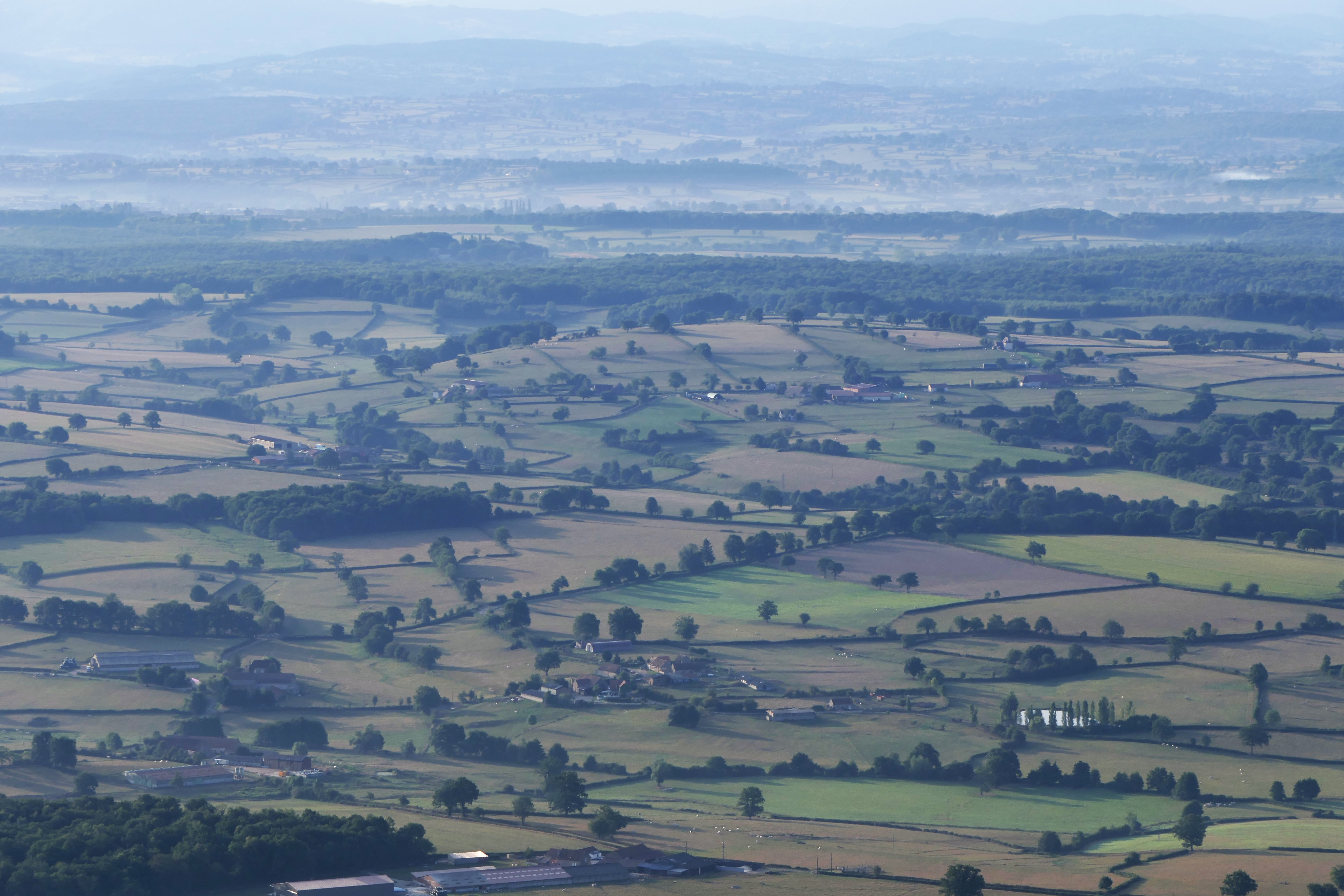
Paysage de bocage dans le Charolais-Brionnais, dans le sud-ouest.
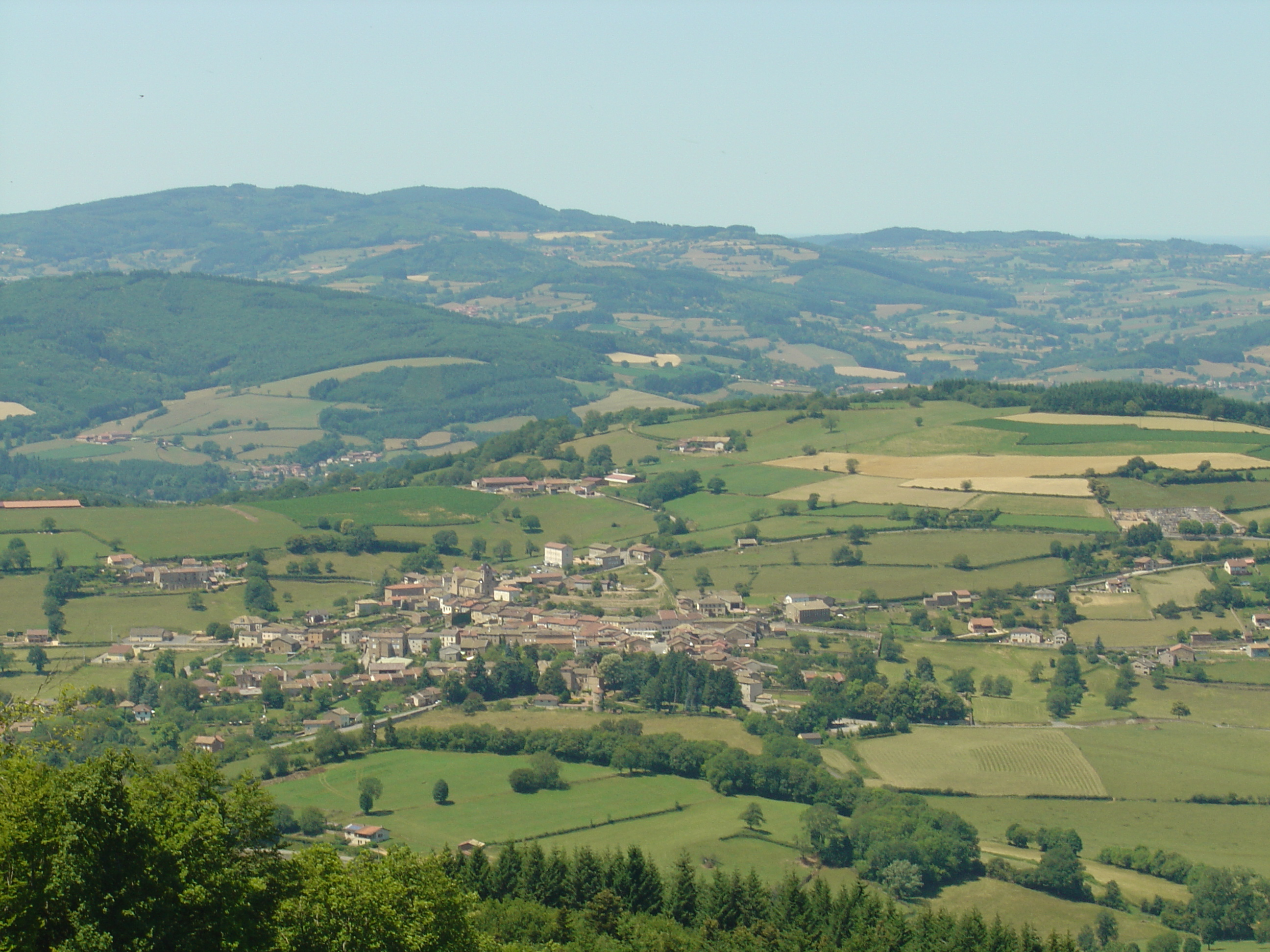
Village de Tramayes vu depuis le signal de la Mère Boitier (758 m), au sud.
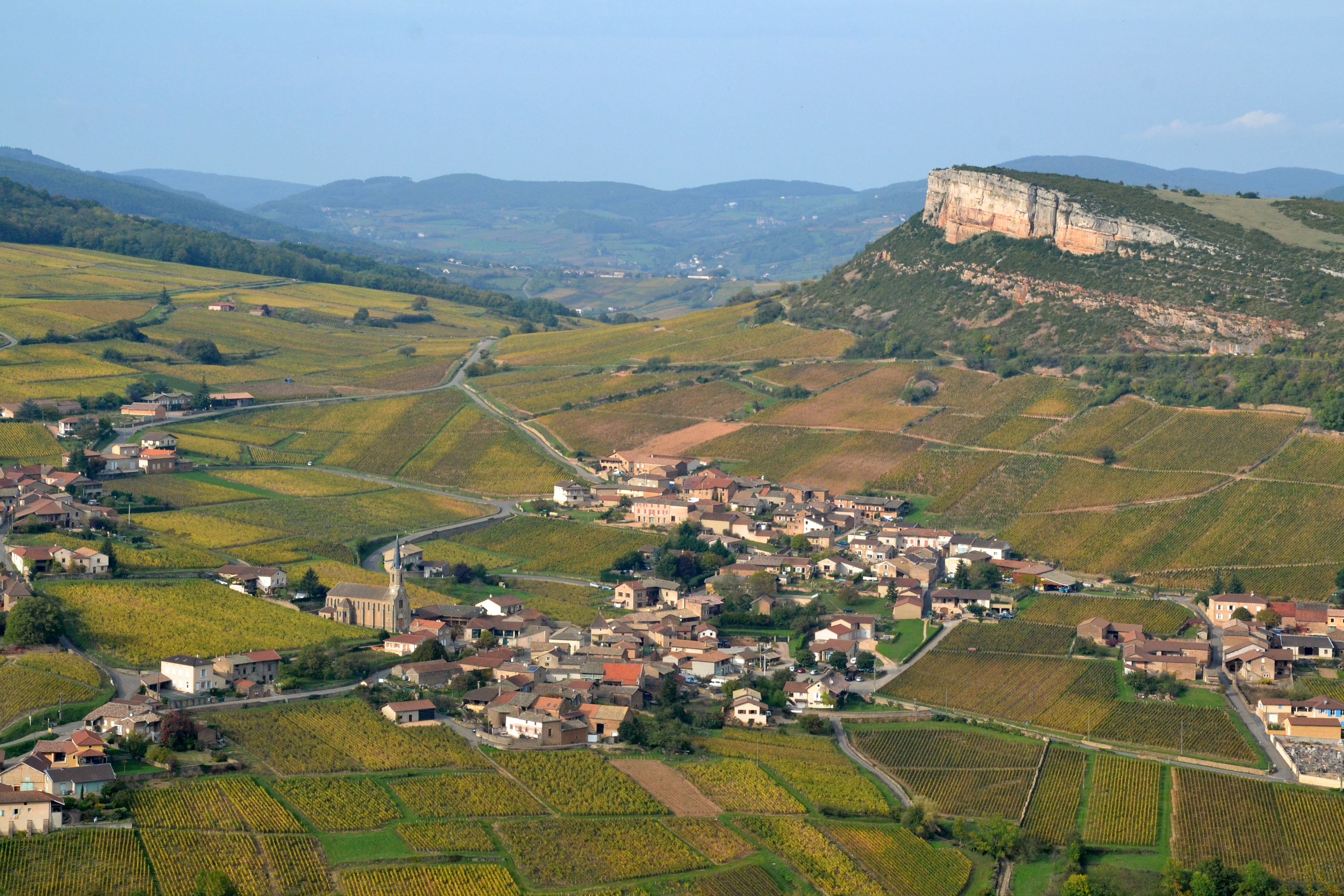
Paysage des vignobles mâconnais avec la roche de Vergisson depuis Solutré, au sud.
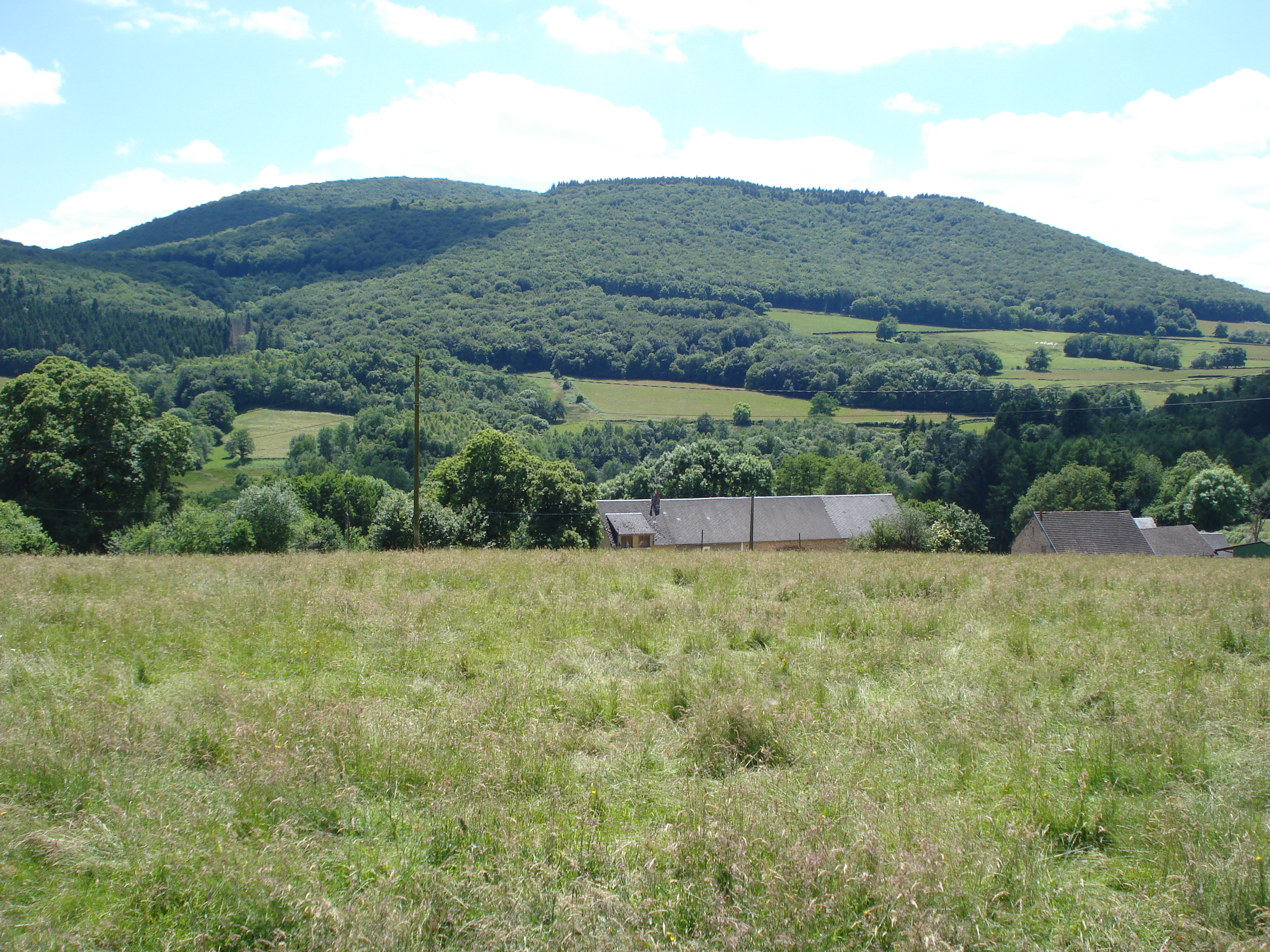
Le mont Beuvray (821 m), au nord-ouest.

### Hydrographie

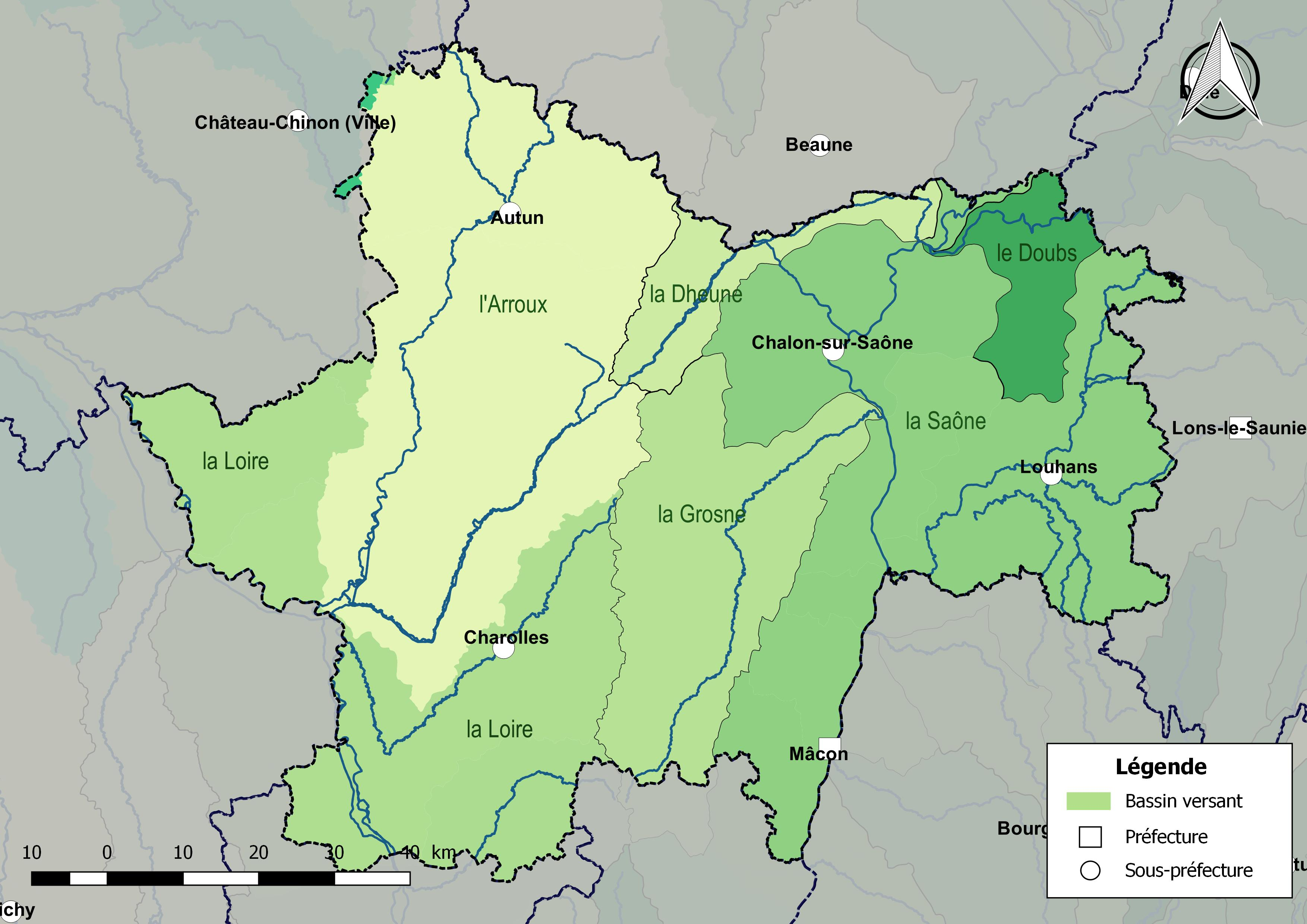
Bassins versants de Saône-et-Loire

## Géographie humaine

Carte détaillée du département du Jura avec ses réseaux routier et hydrologique principaux

### Géologie
- gisement houiller de Blanzy